# Nikołaj Strielecki
Nikołaj Stanisławowicz Strielecki (ros. Николай Станиславович Стрелецкий, ur. 3 września?/15 września 1885 w twierdzy Osowiec, zm. 15 lutego 1967 w Moskwie) – rosyjski mechanik i inżynier.

## Życiorys
Urodził się w rodzinie inżyniera wojskowego. Skończył gimnazjum we Władywostoku, 1906-1911 studiował w Petersburskim Instytucie Komunikacji Drogowej, który ukończył z wyróżnieniem, po czym na dwa lata został komenderowany do Niemiec, po czym pracował w Towarzystwie Kolei Moskiewsko-Kazańskiej, kierując m.in. opracowywaniem projektów mostów przez Okę, w 1915 został wykładowcą Wydziału Inżynieryjno-Budowlanego Moskiewskiej Wyższej Szkoły Technicznej. Pracę pedagogiczną prowadził równocześnie z działalnością inżynieryjną i naukowo-badawczą, w 1918 napisał monografię na temat budowy mostów, 1925-1931 pracował nad swoją największą pracą na temat mostów. Od 1932 był kierownikiem laboratorium, a 1935-1936 dyrektorem Państwowego Instytutu Komunikacji, w 1931 został członkiem korespondentem Akademii Nauk ZSRR. Pisał prace na temat konstrukcji metalowych. Kierował opracowywaniem konstrukcji metalowych w Nowosybirsku, Leningradzie, Makiejewce, Nowokuźniecku, Gorkim, Woroneżu i innych miastach. Został pochowany na Cmentarzu Nowodziewiczym.

## Odznaczenia
- Medal Sierp i Młot Bohatera Pracy Socjalistycznej (22 lutego 1966)
- Order Lenina (czterokrotnie)
- Order Czerwonego Sztandaru Pracy (dwukrotnie)

I medale.